# 小行星5204
小行星5204（英語：5204 Herakleitos）是一颗围绕太阳公转的小行星。1988年2月11日，艾瑞克·怀特·埃尔斯特在拉西拉天文台发现了此天体。
这颗小行星的绝对星等为302.8443744546909等。